# Alois Heinemann
Alois Heinemann (* 1942) ist ein deutscher Sozialpsychologe.

## Leben
Alois Heinemann absolvierte ein Studium der Philosophie und Theologie an der Theologischen Fakultät Paderborn und war danach 8 Jahre lang aktiv in der Seelsorge. Anschließend studierte er Soziologie, Theorie der Psychoanalyse und Psychologie an der Universität Gießen. Er schloss dieses Studium 1980 ab und promovierte zum Dr. phil. in den Fächern Soziologie und Psychologie an der Universität Siegen. Dies wurde begleitet und weitergeführt mit einer langjährigen Lehrtätigkeit an der Universität Siegen und der Fachhochschule Düsseldorf.
Seit 1977 ist Heinemann freiberuflich tätig als Berater, Supervisor und Soziotherapeut. 1982 gründete er das Institut für angewandte Sozialpsychologie und Neuropsychoanalyse mit Sitz in Willich, Nordrhein-Westfalen.
Seit 2006 ist Heinemann Mitglied der Gesellschaft „International Neuropsychoanalysis Society“. Des Weiteren ist er seit 2008 kooperierender Partner des Neurowissenschaftlers Nikolai Axmacher, zunächst Universität Bonn und danach Ruhr-Universität Bochum.
Heinemanns Forschungsschwerpunkte sind Einfluss der emotionalen und sozialen Intelligenz auf Entwicklung und Entwicklungsstörungen von Personen, Gruppen, Gemeinschaften sowie Beschreibung und Diagnose von Persönlichkeitsstörungen, psychischen und psychosozialen Erkrankungen aus der Perspektive nichtlinearer Systeme und der Neuropsychoanalyse.

## Veröffentlichungen
- Alois Heinemann: Personen und Organisationen – Bestimmungsfaktoren integrativer und nicht-integrativer Prozesse. Frankfurt, Bern: Peter Lang, 1981
- Alois Heinemann: Individuum und Masse. In: H. Pross und E. Buß (Hrsg.) Soziologie der Masse. Heidelberg: Quelle & Meyer, 1984
- Eugen Buß und Alois Heinemann: Struktur und Führung der Masse. In: H. Pross und E. Buß (Hrsg.), Soziologie der Masse, Heidelberg: Quelle & Meyer, 1984
- Alois Heinemann: Voraussetzungen und Bedingungen für die Handlungsfähigkeit in Krisen. In: Dorothea Sauter, Dirk Richter (Hrsg.): Gewalt in der psychiatrischen Pflege, Bern: Hans Huber, 1998
- Nikolai Axmacher und Alois Heinemann: Toward a Neural Understanding of Emotional Oscillation and Affect Regulation: Investigating the Dynamic Unconscious and Transference. An Interdisciplinary Study. In: Neuropsychoanalysis 2012, Volume 14 (issue 2)
- Alois Heinemann: Wachsen mit guten und schlechten Gefühlen. In der Wechselbeziehung von  Umwelt, Körper, Geist und Erfahrung. ISBN 978-3-941520-02-8, Willich 2014
- Alois Heinemann: Im Denken entwickelt, emotional und sozial verarmt. Persönlichkeitsstrukturen und -störungen, psychische und psychosoziale Erkrankungen. ISBN 978-3-941520-09-7, Willich 2016
- Alois Heinemann: Intelligenz rational, emotional, sozial. Sehr starke Beachtung künstlicher und rationaler Intelligenz, Vernachlässigung emotionaler, sozialer Intelligenz und ethischer Kompetenz. ISBN 978-3-941520-13-4,  Willich 2019
- Alois Heinemann: Intelligenz rational, emotional, sozial. Entwicklung mit angenehmen und unangenehmen, positiven und negativen Gefühlen. ISBN 978-3-941520-14-1, Willich 2019